# دوروثي يوست
دوروثي يوست (بالإنجليزية: Dorothy Yost)‏ هي كاتبة سيناريو أمريكية، ولدت في 25 أبريل 1899 في سانت لويس في الولايات المتحدة، وتوفيت في 10 يونيو 1967 في مونروفيا في الولايات المتحدة.

## وصلات خارجية
- دوروثي يوست على موقع IMDb (الإنجليزية)
- دوروثي يوست على موقع أول موفي (الإنجليزية)
- دوروثي يوست على موقع قاعدة بيانات الفيلم (الإنجليزية)